# 605 (číslo)
Šest set pět je přirozené číslo. Následuje po čísle šest set čtyři a předchází číslu šest set šest. Římskými číslicemi se zapisuje DCV a řeckými číslicemi χε.

## Matematika
605 je:
- Deficientní číslo
- Složené číslo
- Nešťastné číslo

## Astronomie
- (605) Juvisia je planetka hlavního pásu, kterou objevil v roce 1906 Max Wolf

## Roky
- 605
- 605 př. n. l.